# Cagnoncles
Cagnoncles ist eine französische Gemeinde mit 662 Einwohnern (Stand: 1. Januar 2022) im Département Nord in der Region Hauts-de-France. Sie gehört zum Arrondissement Cambrai, zur Communauté d’agglomération de Cambrai und zum Kanton Caudry.

## Geografie
Cagnoncles liegt an der Chaussée Brunehaut von Cambrai nach Mons, etwa sechs Kilometer ostnordöstlich von Cambrai. Nachbargemeinden sind Naves im Norden, Rieux-en-Cambrésis im Nordosten und Osten, Carnières im Osten und Südosten, Cauroir im Süden und Südwesten sowie Escaudœuvres im Westen.

## Bevölkerungsentwicklung
| Jahr                      | 1962 | 1968 | 1975 | 1982 | 1990 | 1999 | 2006 | 2013 | 2020 |
| Einwohner                 | 584  | 555  | 526  | 468  | 492  | 465  | 499  | 576  | 621  |
| Quelle: Cassini und INSEE |      |      |      |      |      |      |      |      |      |

## Sehenswürdigkeiten
- Kirche Saint-Géry, ursprünglicher Bau aus dem 11. Jahrhundert im 16. Jahrhundert abgebrannt, wieder aufgebaut im 18. Jahrhundert umgebaut

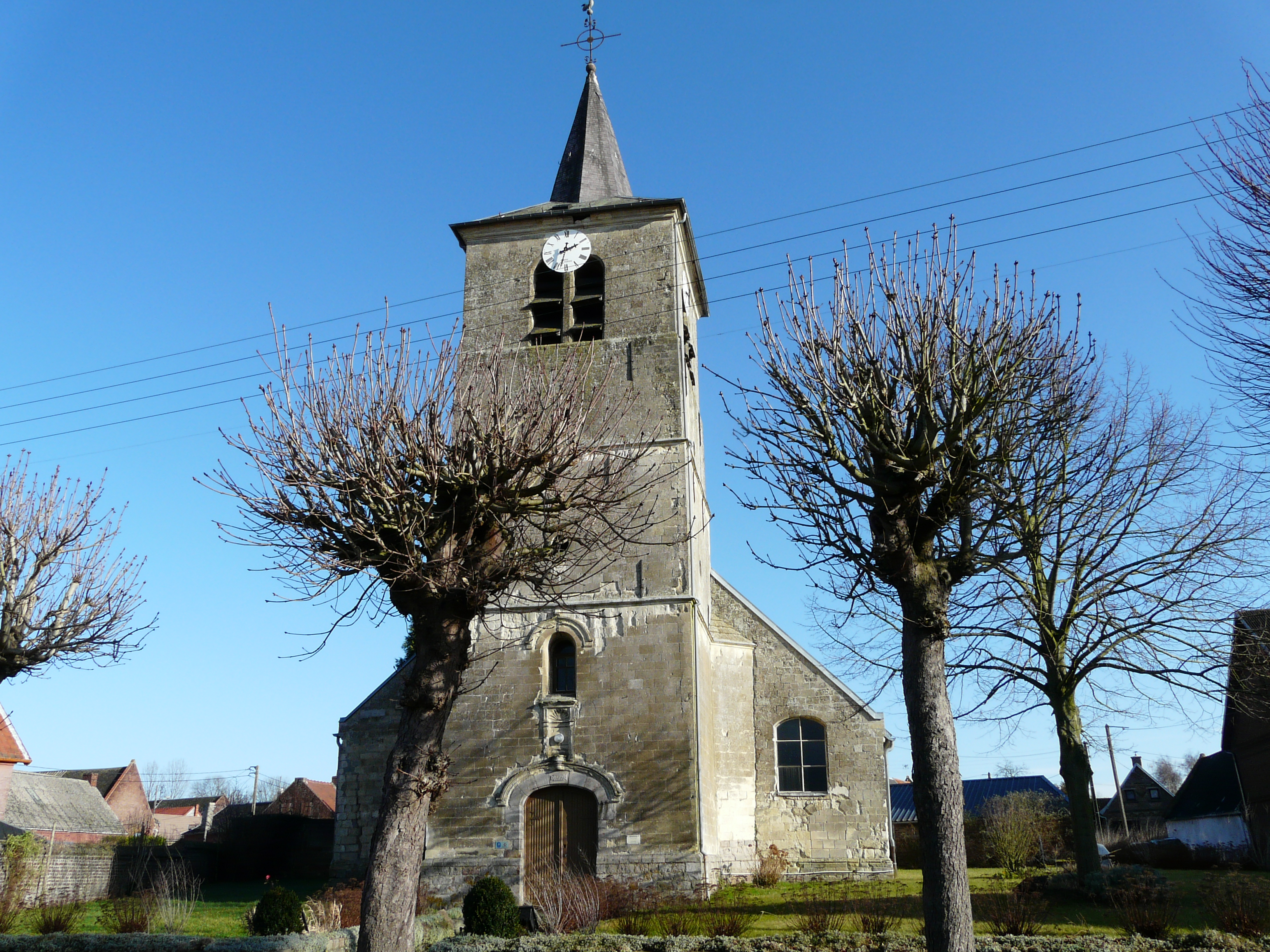
Kirche Saint-Géry